# Racheal Nachula
Racheal Nachula, née le 14 janvier 1986 à Lusaka, est une athlète et footballeuse internationale zambienne.

## Carrière

### Athlétisme
Aux Championnats d'Afrique d'athlétisme 2008 à Addis-Abeba, Racheal Nachula est médaillée de bronze du 400 mètres.
Elle obtient aux Jeux de la Jeunesse du Commonwealth de 2008 à Pune la médaille d'or du 400 mètres et la médaille d'argent du 200 mètres,. 
Elle est éliminée en demi-finales du 400 mètres féminin aux Jeux olympiques d'été de 2008 à Pékin, où elle est la porte-drapeau de la délégation zambienne lors de la cérémonie de clôture.
Elle remporte aux Championnats d'Afrique juniors d'athlétisme 2009 à Bambous la médaille d'argent du 400 mètres.
Elle met un terme à sa carrière en athlétisme en 2016 pour se consacrer exclusivement au football.

### Football
Avec l'équipe de Zambie féminine de football, elle termine troisième du Championnat féminin du COSAFA 2017, quatrième du Championnat féminin du COSAFA 2018, et termine finaliste du Championnat féminin du COSAFA 2019, où elle remporte le titre de meilleure buteuse avec 10 buts.
En juin 2020, elle quitte le club zambien des  Green Buffaloes avec lequel elle est championne de Zambie 2020 pour rejoindre le club espagnol du Zaragoza CFF.